# Hugh Pollard (acteur)
Hugh Pollard est un acteur britannique né le 26 septembre 1975 à St. Pancras, à Londres.

## Filmographie
- The Bill
- Simon and the Witch
- Hansel and Gretel